# Das Buch
Das Buch je německojazyčný literární program, který v rámci knižního veletrhu Svět knihy Praha od roku 2001 představuje aktuální trendy německé, rakouské a švýcarské literatury.
Literární program Das Buch je společnou iniciativou německého Goethe-Institutu, Rakouského kulturního fóra v Praze a švýcarského velvyslanectví v České republice. Jeho smyslem je přivážet na největší český knižní veletrh etablované spisovatele a spisovatelky z německojazyčných zemí, dávat prostor novým talentům německé, rakouské a švýcarské literatury a jejich českým překladatelům a překladatelkám. Díky Das Buch se tak na veletrhu Svět knihy bylo možné setkat s takovými jmény německojazyčného literárního světa, jako je například Christian Kracht (2014), Thomas Brussig (2015), Reinhard Kleist (2018), Herta Müller (2019), Robert Menasse (2019), Mariana Leky (2020), Nino Haratischwili (2022), Fatma Aydemir (2024), nositel Německé knižní ceny Tonio Schachinger (2024) a mnozí další.
V roce 2024 byl Das Buch čestným hostem 29. ročníku Svět knihy Praha, a to s ohledem na 100. výročí úmrtí Franze Kafky. V témže roce byla jeho prezentace oceněna hlavní cenou pro nejlepší veletržní expozici v kategorii velkých vystavovatelů.